# حوت العنبر القزم
حوت العنبر القزم هو نوع من الحيتان المسننة ينتمي إلى فصيلة حيتان العنبر القزمة. من النادر مشاهدته في البحر، وأغلب المعلومات المعروفة عنه مبنية على دراسة جيفه التي عثر عليها الباحثون.

## التصنيف
يُصنَّف حوت العنبر القزم في الوقت الحالي كأحد نوعين من حيتان العنبر القزمة، إلى جانب حوت العنبر القزمي. رغم ذلك، فإنَّ علماء الأحياء والتصنيف لم يعتبروا حوتي العنبر القزم والقزمي نوعين مستقلِّين حتى عام 1966، إذ كانا يُعدَّان قبل ذلك نوعاً واحداً. وكذلك كانت فصيلتهما - حيتان العنبر القزمة - تعتبر جزءاً من فوق فصيلة حيتان العنبر، قبل أن تُفصَل إلى فئة مستقلَّة حديثاً.

## الوصف والسلوك
حوت العنبر القزم هو أصغر أنواع الحيتان، إذ لا يتعدى طوله في الغالب 2.7 م ولا يتعدى وزنه 250 كلغم، وهو بذلك أصغر حجماً حتى من الدلافين الكبيرة. هذا الحوت بطيء الحركة بصورةٍ عامة، وكثيراً ما يقوم برشّ الماء ونفثه، وعندما يكون قرب سطح الماء فإنه يرقد غالباً بلا حراك، وعادةً ما يقضي وقته في البحار شديدة الهدوء (0-1 على مقياس بوفورت). وهو يفضل المياه العميقة.
يبلغ وزن دماغ حوت العنبر القزم حوالي النصف كيلوغرام. غذاؤه الأساسي هو الحبار والسرطان.
تحمل هذه الحيتان لمدة 9 شهور إلى 11 شهراً، وتلد صغارها بطول مترٍ واحد.

## الانتشار الجغرافي
تبدو البيئة المفضلة لحوت العنبر القزم هي أطراف المنحدرات القارية. عُثِرَ من قبل على جثث لحيتان عنبر قزمةٍ نافقة على سواحل المحيط الأطلسي في فرجينيا بالولايات المتحدة غرباً وإسبانيا وبريطانيا شرقاً والبرازيل وأفريقيا جنوباً، وكذلك في المحيط الهندي على شواطئ أستراليا الجنوبية شرقاً، وفي أماكن عديدةٍ على امتداد سواحل الهندي من جنوب أفريقيا غرباً حتى إندونيسيا شرقاً. وفي المحيط الهادئ، شوهدت هذه الحيتان في اليابان وكولومبيا البريطانية. ليس من المعروف كم يبلغ عدد حيتان العنبر القزمة عالمياً، إلا أن إحدى الدراسات قدرت أعدادها في شرقي المحيط الهادئ بنحو 11,000 حوت.

## الأخطار والحماية
حيتان العنبر القزمة مُتضمَّنة اتفاقية حماية الحيتانيات بالبحر الأسود والبحر المتوسط والجوار الأطلسي (بالإنجليزية: ACCOBAMS)‏. وهو محميٌّ كذلك بموجب مذكرة تفاهمٍ لحماية خروف البحر والحيتانيات الصغيرة في غرب أفريقيا وماكارونيزيا، وبموجب مذكرة تفاهمٍ لحماية الحيتانيات وموطنها الطبيعي في منطقة جزر المحيط الهادئ.